# Amir Hossein Feshangchi
Amir Hossein Feshangchi (tiếng Ba Tư: امیرحسین فشنگچی, sinh ngày 7 tháng 1 năm 1987 ở Tehran, Iran) là một tiền vệ bóng đá người Iran hiện tại thi đấu cho đội bóng tại Persian Gulf Pro League Naft Tehran.

## Sự nghiệp câu lạc bộ

### Persepolis
Anh gia nhập Persepolis mùa hè năm 1999 với tư cách cầu thủ trẻ. Anh bắt đầu sự nghiệp chuyên nghiệp với Saba năm 2005. Anh thi đấu 5 mùa giải cho Saba và chuyển đến Persepolis vào mùa hè năm 2010 và thi đấu ở các vị trí tiền vệ chạy cánh trái, và hậu vệ trái. Năm 2012, anh gia hạn 3 năm với Persepolis giúp anh thi đấu đến năm 2015.

### Malavan
Anh chuyển đến Malavan vào mùa hè năm 2013. Ở trong mùa giải đầu tiên và duy nhất với Malavan, Feshangchi có 27 lần ra sân và dẫn đầu với 11 pha kiến tạo, giúp Malavan kết thúc ở nhóm đầu bảng.

### Paykan
Feshanghchi ký bản hợp đồng 2 năm với Paykan ngày 10 tháng 6 năm 2014. Anh có màn ra mắt trong trận đấu trước Sepahan, khi Paykan thất bại 2–0.

### Thống kê sự nghiệp câu lạc bộ
Tính đến 30 tháng 8 năm 2014
| Câu lạc bộ   | Hạng đấu     | Mùa giải     | Giải vô địch | Giải vô địch | Cúp Hazfi | Cúp Hazfi | Châu Á  | Châu Á    | Tổng    | Tổng      |
| Câu lạc bộ   | Hạng đấu     | Mùa giải     | Số trận      | Bàn thắng    | Số trận   | Bàn thắng | Số trận | Bàn thắng | Số trận | Bàn thắng |
| ------------ | ------------ | ------------ | ------------ | ------------ | --------- | --------- | ------- | --------- | ------- | --------- |
| Saba         | Pro League   | 2005–06      | 1            | 0            | 0         | 0         | 0       | 0         | 1       | 0         |
| Saba         | Pro League   | 2006–07      | 1            | 0            | 0         | 0         | –       | –         | 1       | 0         |
| Saba         | Pro League   | 2007–08      | 13           | 1            | 0         | 0         | –       | –         | 13      | 1         |
| Saba         | Pro League   | 2008–09      | 32           | 1            | 4         | 0         | 4       | 0         | 40      | 1         |
| Saba         | Pro League   | 2009–10      | 32           | 3            | 4         | 0         | –       | –         | 36      | 3         |
| Persepolis   | Pro League   | 2010–11      | 28           | 4            | 6         | 1         | 6       | 0         | 40      | 5         |
| Persepolis   | Pro League   | 2011–12      | 23           | 1            | 3         | 1         | 6       | 1         | 32      | 3         |
| Persepolis   | Pro League   | 2012–13      | 18           | 2            | 3         | 0         | –       | –         | 21      | 2         |
| Malavan      | Pro League   | 2013–14      | 22           | 2            | 2         | 0         | –       | –         | 22      | 2         |
| Paykan       | Pro League   | 2014–15      | 23           | 1            | 0         | 0         | –       | –         | 23      | 1         |
| Foolad       | Pro League   | 2015–16      | 22           | 1            | 0         | 0         | –       | –         | 22      | 1         |
| Career Total | Career Total | Career Total | 215          | 16           | 22        | 2         | 16      | 1         | 252     | 19        |

- Kiến tạo

| Mùa giải | Đội bóng   | Kiến tạo |
| -------- | ---------- | -------- |
| 2009–10  | Saba       | 4        |
| 2010–11  | Persepolis | 6        |
| 2011–12  | Persepolis | 0        |
| 2012–13  | Persepolis | 1        |
| 2013–14  | Malavan    | 10       |
| 2014–15  | Paykan     | 0        |

## Sự nghiệp quốc tế
Năm 2009, Feshangchi có màn ra mắt cho Iran trong trận giao hữu trước Iceland.

## Danh hiệu
Persepolis
- Cúp Hazfi: 2010–11; Á quân 2012–13

Individual
- Iran Pro League top goal assistant: 2013–14